# Loïc Bigois
Loïc Bigois (Aix-en-Provence, 19 settembre 1960) è un ingegnere francese.

## Carriera
Dopo aver studiato ingegneria a Parigi e Aix-en-Provence all'interno del Conservatoire national des arts et métiers, Bigois si è trasferito a Tolosa e ha iniziato a lavorare nel settore aerospaziale. È stato chiamato dalla Ligier nel 1990 come Chief Designer. Con il passaggio di proprietà alla Prost Grand Prix ricopre lo stesso ruolo, prima di essere chiamato dalla Minardi come capo dell'Aerodinamica a metà del 2001.
Il 2 luglio 2007 è passato alla Honda Racing F1.
Nel 2009, la squadra è stata riformata come Brawn GP e Bigois ha continuato nel ruolo di capo dell'aerodinamica. La Brawn GP ha poi vinto entrambi i campionati, Piloti e Costruttori.
Bigois rimane come capo dell'Aerodinamica con la Mercedes GP, che ha comprato la Brawn GP dopo la loro doppia vittoria nella stagione fino a quando decide di lasciare la squadra nel giugno 2012.
Dopo un lungo periodo di congedo, nel 2015 ritorna in Formula 1 con la Ferrari.